# Ha Dong
Ha Dong (på vietnamesiska Hà Đông) är ett distrikt i Vietnams huvudstad Hanoi. Ha Dong var fram till den 1 augusti 2008 huvudort för provinsen Ha Tay, som vid detta datum slogs samman med Hanoi varefter Ha Dong omformades från stad till ett av Hanois stadsdistrikt. Folkmängden uppgick till 233 136 invånare vid folkräkningen 2009, varav 135 287 invånare räknades som urban befolkning.